# Keith Robinson (attore)
Keith Robinson, accreditato spesso come Keith D. Robinson  (Louisville, ...), è un attore statunitense.

## Biografia
Nato a Louisville il 23 ottobre 1963. Dopo essersi trasferito a Los Angeles ottiene il suo primo ruolo nel 2000 interpretando Joel Rawlings nella serie Power Rangers Lightspeed Rescue. 
Nel corso della sua carriera appare in film come Mimic 3: Sentinel, Il mio grasso grosso amico Albert, Il sogno di Helen, Dreamgirls, Dear John, Get on Up - La storia di James Brown, Lap Dance e All Eyez on Me e in serie televisive come E.R. - Medici in prima linea, Power Rangers Time Force, NYPD - New York Police Department, All Saints, Over There, Detective Monk, Comanche Moon, Dark Blue, Castle, Lie to Me, The Glades, White Collar, NCIS - Unità anticrimine e Major Crimes. 
Dal 2002 al 2006 interpreta Neil Crawford nella serie  Half & Half. Dal 2003 al 2005 interpreta Nathan Walken nella serie televisiva American Dreams.

## Filmografia

### Cinema
- Mimic 3: Sentinel (2003)
- Il mio grasso grosso amico Albert (Fat Albert), regia di Joel Zwick (2004)
- Dreamgirls, regia di Bill Condon (2006)
- This Christmas - Natale e altri guai (This Christmas), regia di Preston A. Whitmore II (2007)
- Dear John, regia di Lasse Hallström (2010)
- 35 and Ticking, regia di Russ Parr (2011)
- Divorzio d'amore (Divorce Invitation), regia di S. V. Krishna Reddy (2012)
- Get on Up - La storia di James Brown (Get on Up), regia di Tate Taylor (2014)
- Lap Dance, regia di Greg Carter (2014)
- All Eyez on Me, regia di Benny Boom (2017)
- Sister Swap: A Hometown Holiday (2021)
- Sister Swap: Christmas in the City (2021)
- Remember Me: The Mahalia Jackson Story (2022)

### Televisione
- Power Rangers Lightspeed Rescue - serie TV (2000)
- E.R. - Medici in prima linea (ER) - serie TV, un episodio (2001)
- Power Rangers Time Force - serie TV, 1 episodio (2001)
- Half & Half - serie TV (2002-2006)
- American Dreams - serie TV (2003-2005)
- NYPD - New York Police Department (NYPD Blue) - serie TV, 1 episodio (2004)
- All Saints – serie TV, 1 episodio (2005)
- Over There – serie TV (2005)
- Il sogno di Helen (The Reading Room), regia di Georg Stanford Brown – film TV (2005)
- Detective Monk – serie TV, 2 episodi (2005-2009)
- Comanche Moon - serie TV, 1 episodio (2008)
- Canterbury's Law - serie TV (2008)
- Dark Blue - serie TV, 1 episodio (2010)
- Castle - serie TV, 1 episodio (2010)
- Lie to Me - serie TV, 1 episodio (2010)
- Love That Girl! - serie TV (2011-2012)
- The Glades – serie TV, 1 episodio (2012)
- White Collar – serie TV, 1 episodio (2013)
- Second Generation Wayans – serie TV, 1 episodio (2013)
- NCIS - Unità anticrimine (NCIS) - serie TV, 1 episodio (2014)
- Major Crimes - serie TV, 1 episodio (2016)
- Saints & Sinners – serie TV (2016-2022)
- Bump – serie TV, 1 episodio (2021)
- Bust Down - serie TV, 1 episodio (2022)
- Un milione di piccole cose - serie TV (2022)
- Beyond the Gates - soap opera (2025-in corso)

## Doppiatori italiani
Nelle versioni in italiano delle opere in cui ha recitato, Keith Robinson è stato doppiato da:
- Stefano Crescentini in Power Rangers Lightspeed Rescue, Dear John
- Daniele Raffaeli in Comanche Moon, Castle
- Marco Baroni ne Il mio grasso grosso amico Albert, Canterbury's Law
- Fabrizio Vidale in The Glades
- Mirko Mazzanti in E.R. - Medici in prima linea
- David Chevalier in Over There
- Francesco Venditti in Dreamgirls
- Andrea Mete in Divorzio d'amore
- Andrea Lavagnino in NCIS - Unità anticrimine
- Simone Crisari in Major Crimes
- Emiliano Coltorti in All Eyez on Me
- Carlo Scipioni in Detective Monk (ep. 8x06)
- Roberto Gammino in La principessa e il marine
- Massimo De Ambrosis in White Collar